# Jerzy Schnayder
Jerzy Edward Schnayder (ur. 6 sierpnia 1891 w Krzeszowicach koło Krakowa, zm. 27 lipca 1974 w Krakowie) – filolog klasyczny. 

## Życiorys
Był synem sędziego Edwarda Schnaydera i Felicji z Krzyszkowskich. W 1910 ukończył Gimnazjum św. Jacka w Krakowie. W latach 1910–1914 studiował filologię klasyczną na Wydziale Filozoficznym Uniwersytetu Jagiellońskiego. W 1918 uzyskał na UJ doktorat z filozofii na podstawie pisanej pod kierunkiem profesora Leona Sternbacha pracy De rerum natura apud trágicos Graecos descripta. Pod koniec 1921 został mianowany stałym nauczycielem w  Państwowym Gimnazjum Żeńskim im. Królowej Wandy w Krakowie, a od r. 1926 do 1939 uczył w krakowskim Gimnazjum im. B. Nowodworskiego.  Równocześnie od 1924 pracował jako lektor języka greckiego na UJ. W 1927 został współpracownikiem Komisji Filologicznej Polskiej Akademii Umiejętności, a w r. 1934 członkiem ministerialnej komisji oceny podręczników filologii klasycznej. W 1939 na kilka tygodni przed wybuchem wojny, habilitował się na podstawie pracy De Heraclidis descriptione urbium Graecarum W latach II wojny mieszkał w Krakowie. Od grudnia 1939 brał udział w tajnym nauczaniu łaciny i greki na kompletach i lekcjach prywatnych. Od 20 stycznia 1940 do 19 lutego 1941 pracował równocześnie w Polskim Czerwonym Krzyżu w Krakowie; od marca 1942 był nauczycielem w polskiej
szkole handlowej męskiej. W lutym 1944 podjął pracę na tajnym uniwersytecie, prowadząc kurs języka greckiego i wykład z literatury greckiej.  W 1946 przeprowadził się do Łodzi zostając  Profesorem nadzwyczajnym Uniwersytetu Łódzkiego, a następnie kierownikiem Katedry Filologii Klasycznej Uniwersytetu Łódzkiego w latach 1946–1953. W 1953 przeniósł się na Uniwersytet Wrocławski, w 1955 objął Zakład Kultury Antycznej przy Katedrze Filologii Klasycznej. W 1956 został mianowany profesorem zwyczajnym Uniwersytetu Wrocławskiego, a po pięciu latach pracy przeszedł na emeryturę.
16 sierpnia 1925 zawarł małżeństwo z Felicją Teresą z Kęszyckich (zm. 1986), historyczką i pedagogiem: z tego związku urodził się syn Edward (ur. 1926), późniejszy geograf, pracownik Biblioteki Jagiellońskiej, i córka Janina (ur. 1928), później farmaceutka, po mężu Smorawińska. Wnuczką Jerzego Schnaydera była Ewa Bąkowska. 
Pochowany na Cmentarzu Salwatorskim w Krakowie.